# Federal League
Federal League of Base Ball Clubs, Federal League – nieistniejąca liga baseballowa powstała w 1913 roku, będąca jedną z trzech głównych lig w Stanach Zjednoczonych. Zespoły Federal League oferowały zawodnikom o wiele wyższe płace niż kluby National League i American League; pierwszym baseballistą, który podpisał kontrakt z klubem nowo utworzonej ligi był Joe Tinker, dwukrotny zwycięzca w World Series z Chicago Cubs w 1907 i 1908 roku.  Władze National League i American League obawiając się odejścia najlepszych zawodników do Federal League oferowały wyższe kontrakty między innymi Ty Cobbowi, Trisowi Speakerowi i Walterowi Johnsonowi. 

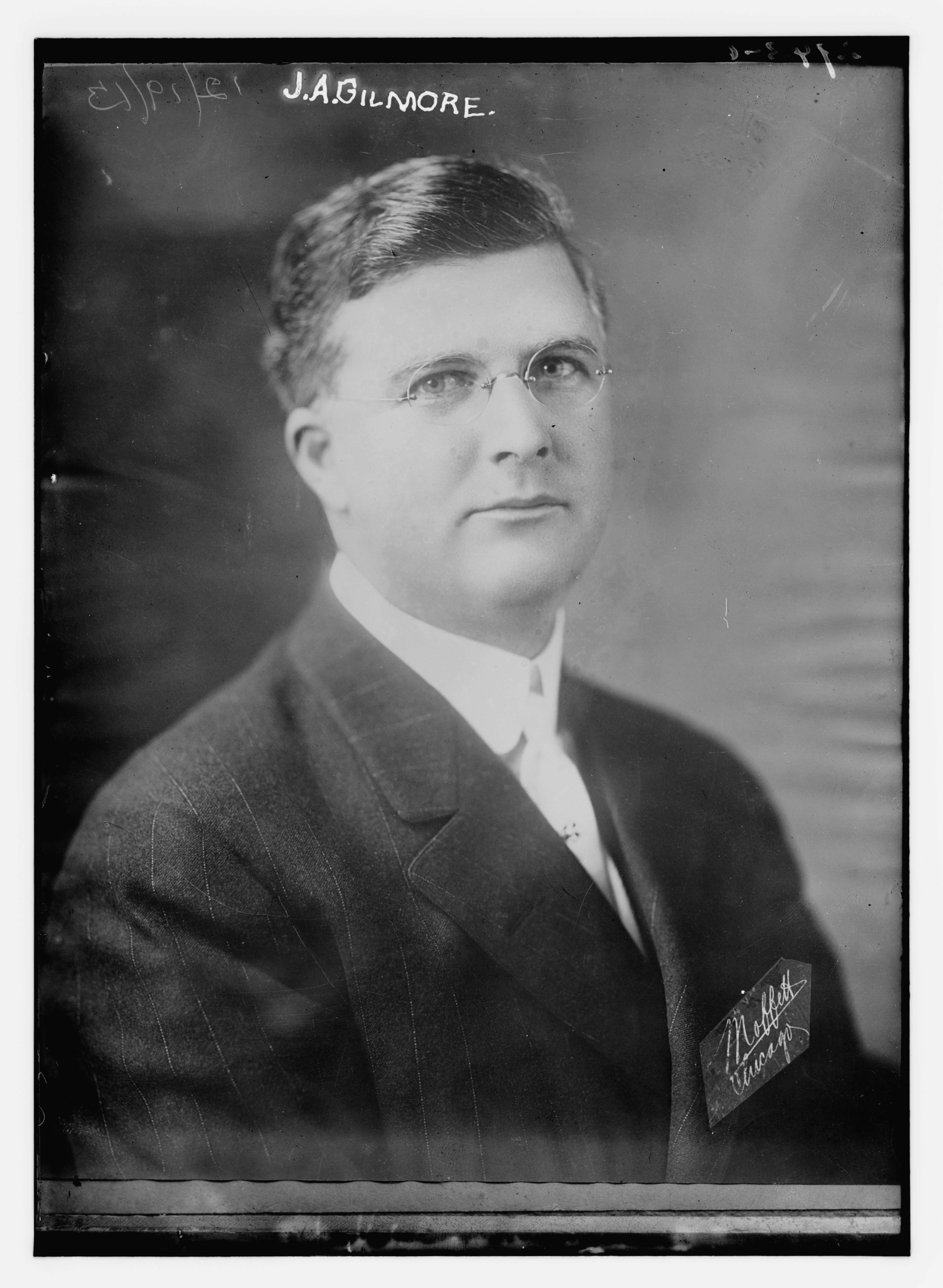
James A. Gilmore – prezydent Federal League.

W sezonie 1914 ligę reprezentowało osiem zespołów: 
- Indianapolis Hoosiers (bilans zwycięstw i porażek 88–65, zwycięzca)
- Chicago Chi-Feds (87–67)
- Baltimore Terrapins (84–70)
- Buffalo Buffets (80–71)
- Brooklyn Tip-Tops (77–77)
- Kansas City Packers (67–84)
- Pittsburgh Rebels (64–86)
- St. Louis Terriers (62–89).

W 1915 Federal League ponownie zrzeszała osiem zespołów; mistrzem został zespół Chicago Whales, który o 0,1% zwycięstw wyprzedził w tabeli St. Louis Terriers i o 0,4% Pittsburgh Rebels:
- Chicago Whales (bilans zwycięstw i porażek 86–66, zwycięzca)
- St. Louis Terriers (87–67)
- Pittsburgh Rebels (86–67)
- Kansas City Packers (81–72)
- Newark Peppers (80–72)
- Buffalo Buffeds (74–78)
- Brooklyn Tip-Tops (70–82)
- Baltimore Terrapins (47–107).

W grudniu 1915 podpisano ugodę, no mocy której zarząd National League i American League wypłacił 600 tysięcy dolarów właścicielom klubów Federal League w zamian za jej rozwiązanie. Ponadto dwóm właścicielom klubów Federal League zezwolono na kupno dwóch zespołów (po jednym z National League i American League).